# Хангірі

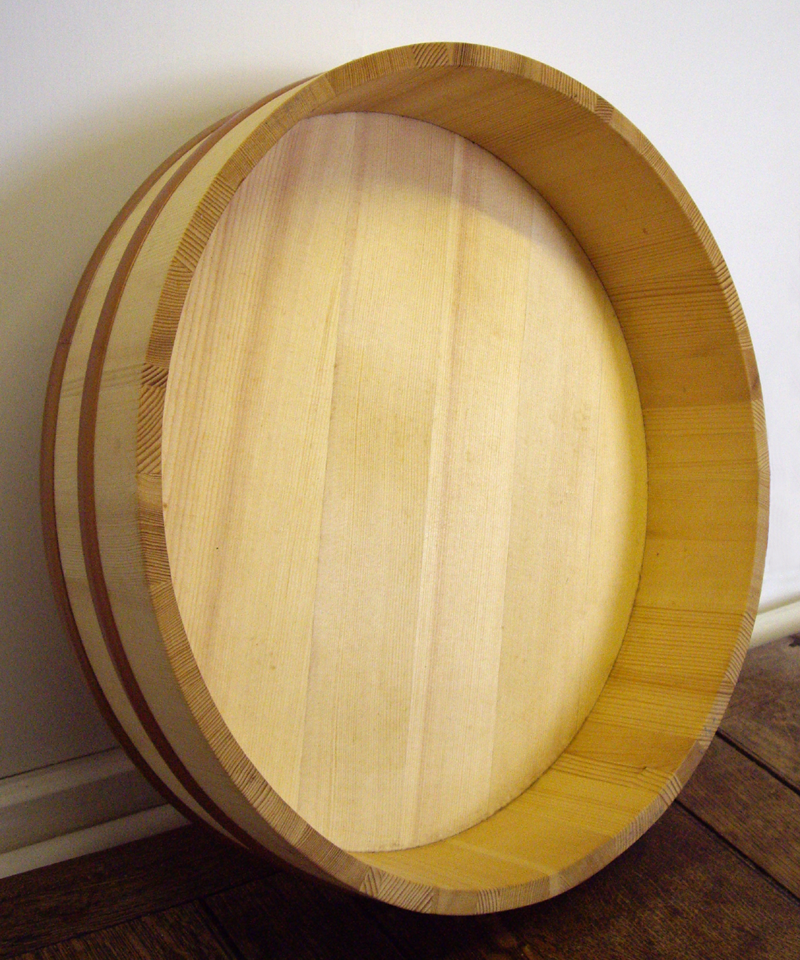
Хангірі

Хангірі (яп. 半 切 або яп. 饭 切), відома також як хандай (яп. 饭 台 — «дошка для рису» або «чаша для рису») — кругла плоскодонна дерев'яна бочка або діжка, яка використовуються на останньому етапі приготування рису для суші.
Історично хангірі робиться з деревини кипарису і скріплюється двома мідними обручами. Діаметр цього посуду може бути в межах від 30 см (для домашнього застосування) до 1 метра (для ресторану).
Хангірі та сямодзі (дерев'яна лопатка) зазвичай використовуються для приготування і охолодження рису. Після варіння рис перекладають у хангірі. Тут в нього додають приправу з рисового оцту, цукру та солі. Після цього рис ретельно перемішують, накривають сукном і дають охолонути.
Звичайний хангірі може коштувати в 2-3 рази дорожче хорошого сталевого горщика для варіння їжі.